# Leonie Taylor
Leonora Josephine „Leonie“ Taylor (* März 1870 in Cincinnati, Ohio; † 9. März 1936 in Mount Sterling, Kentucky) war eine US-amerikanische Bogenschützin.
Taylor nahm wie ihre Schwester Mabel an den Olympischen Spielen 1904 in St. Louis teil, wo sie in den Einzelwettbewerben Double National Round und Double Columbia Round jeweils Sechste wurde. In der Team Round war sie mit den Cincinnati Archers den Konkurrentinnen überlegen; diese „Goldmedaille“ wird nicht immer offiziell gezählt.